# Pedro Álvarez Fernández
Pedro Álvarez Fernández, conocido afectuosamente como Cholo o Pedrito Álvarez (Madrid, 25 de enero de 1949 – Barcelona, 19 de marzo de 1969) fue un piloto de motociclismo español que destacó en competiciones nacionales durante la década de 1960. Murió a causa de las heridas sufridas en el accidente que tuvo lugar en Castellón de la Plana, durante una carrera del XVI Trofeo de la Magdalena de motociclismo. Se ha dicho que su muerte precipitó la decisión del dueño de Bultaco, Francisco Javier Bultó (ya muy afectado por la muerte de Ramon Torras cuatro años antes), de retirar definitivamente la marca de las competiciones de velocidad.

## Biografía
Hijo del piloto motociclista y automovilista Francisco Álvarez (especialista en carreras de velocidad, dirt track y midgets), Pedrito trabajaba como aprendiz en el taller de su padre, situado en el número 5 la calle General Sanjurjo de Madrid. A los 14 años obtuvo su primera licencia federativa y dos años después, el 1965, participó en el Gran Premio de la Magdalena, en Castellón de la Plana, con la Derbi oficial de 50cc de Ángel Nieto, consiguiendo un segundo lugar por detrás de José María Busquets. Desde entonces se dedicó profesionalmente al motociclismo tras conseguir una Derbi de 74 cc y contando con el apoyo económico y técnico de su hermano mayor, Francisco. Con esa moto alcanza ya algunas victorias en la categoría de 125cc (Madrid, Soria y Albacete).

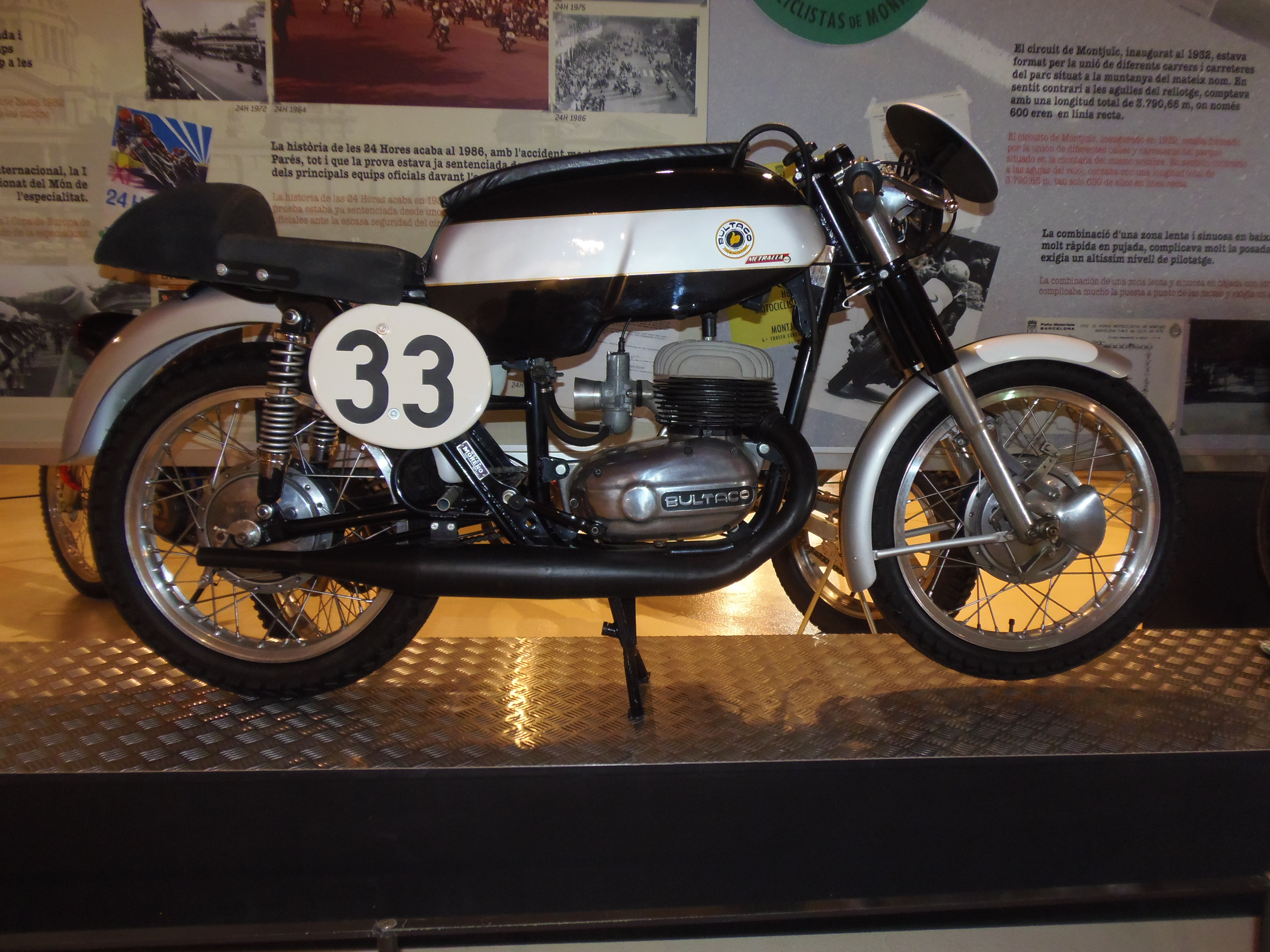
La Bultaco Metralla Mk2 que pilotó en las 24 Horas de Montjuïc en 1967

En 1966 se compró dos Bultaco (una Metralla Mk2 RS y una Tralla 102) con las que continuó su cosecha de victorias y acabó ganando en la categoría de 250cc del  Trofeo de federaciones Regionales . Gracias a sus éxitos, el 1967 Francisco Javier Bultó le cedió una TSS 125cc de fábrica con refrigeración líquida para el VII Premio de primavera de Madrid, consiguiendo en ellos la victoria. Aquel año ganó varias carreras en esta cilindrada y en 175cc (Tarragona, Soria, Vigo, Guadalajara y Zaragoza entre otros), además de participar por primera vez en las 24 Horas de Montjuïc.
El 1968, Bultaco lo contrató como piloto fijo para toda la temporada, por lo que se instaló en Barcelona, cerca de la fábrica de San Adrián de Besós. Empezó el año con una trayectoria ascendente, consiguiendo victorias en el Jarama en 250cc, en Granada en 125 y 250cc, el VI Premio Hogueras de Alicante también en 125 y 250cc ya la subida a Collformic. Ese año logró el subcampeonato nacional de 250cc y se empezó a hacer un nombre a nivel internacional participando en algunas carreras en Francia y terminando sexto en 125cc y octavo en 250cc en el Gran Premio de España, celebrado en Montjuïc el 5 de mayo.
El XVI Trofeo de la Magdalena de Castellón de la Plana, programado para el 16 de marzo, era la segunda prueba de la temporada de 1969. En la carrera de 125cc, Álvarez fue segundo detrás de Ángel Nieto. En la de 250cc, tras una mala salida inició una gran remontada que le llevó a la sexta posición. Cuando enfilaba la recta más rápida del circuito a unos 170 km/h, un perro desorientado invadió la pista y Álvarez, sin poderlo esquivar, lo embistió. Debido al brutal impacto, el piloto salió disparado y aterrizó contra el asfalto, con el resultado de heridas graves en la cabeza. La caída fue tan violenta que pareció que se había muerto en el acto, pero no fue así y se lo trasladó al Hospital San José de Castellón, donde le practicaron una traqueotomía y le hicieron importantes transfusiones de sangre. El día siguiente, lunes fue trasladado a la clínica del doctor Soler-Roig de Barcelona en estado gravísimo y, finalmente, el miércoles 19 de marzo a las 4 de la tarde se murió.
Pedro Álvarez fue enterrado en el Cementerio de Montjuic de Barcelona.